# Rebel Heart
Rebel Heart je třinácté studiové album americké zpěvačky Madonny. Vydáno bylo v březnu roku 2015 společností Interscope Records a podílelo se na ní několik producentů, mezi něž patří například Diplo, Avicii a Kanye West. Jako zpěváci se na albu podíleli například Chance the Rapper, Mike Tyson a Nicki Minaj. V hitparádě Billboard 200 se album umístilo na druhé příčce.

## Seznam skladeb
1. „Living for Love“ – 3:39
2. „Devil Pray“ – 4:06
3. „Ghosttown“ – 4:09
4. „Unapologetic Bitch“ – 3:51
5. „Illuminati“ – 3:44
6. „Bitch I'm Madonna“ – 3:47
7. „Hold Tight“ – 3:37
8. „Joan of Arc“ – 4:02
9. „Iconic“ – 4:33
10. „HeartBreakCity“ – 3:34
11. „Body Shop“ – 3:39
12. „Holy Water“ – 4:09
13. „Inside Out“ – 4:23
14. „Wash All Over Me“ – 4:01